# You (chanson de Janet Jackson)
Pour les articles homonymes, voir You.
Singles de Janet Jackson
"Go Deep"
(1998) "Every Time"
(1998)
You est une chanson de Janet Jackson, issue de son sixième album studio, The Velvet Rope (1997). Il s'agit du cinquième single extrait de l'album, sorti en septembre 1998.

## Informations
You contient un sample d'une chanson de War, The Cisco Kid (en), sortie en 1972. Bien qu'il ait bénéficié d'une sortie promotionnelle au Royaume-Uni, il ne figure dans aucun classement. L'édition japonaise comporte une face B intitulée Accept Me, une chanson sur une femme implorant à son amant, sa famille et le monde de l'accepter telle qu'elle est. Ce sera également la face B du single suivant, Every Time. Janet Jackson a interprété You lors du Velvet Rope Tour.

## Clip vidéo
Filmé à Glasgow le 2 juin 1998 devant un groupe sélectionné de fans, le clip est réalisé pour ressembler à une performance live. Il est entrecoupé d'extraits d'un concert du Velvet Rope Tour, filmé au même endroit le jour suivant. Ce clip figure sur le DVD From janet. to Damita Jo: The Videos.

## Supports
European promo CD single (EU VSCDJ 1713)
1. You' (Single Edit) – 3:56
2. You (Album Version) – 4:42

Japanese CD single (VJCP12116)
1. You (Album Version) – 4:42
2. Every Time (Jam & Lewis Disco Mix) – 4:16
3. Accept Me – 4:07

U.S. video single (J-JVIYO231025)
1. You (Short Version) (Video) – 4:13